# Furcifer minor
Espèce
Synonymes
- Chamaeleon minor Günther, 1879

Statut de conservation UICN

 EN B1ab(iii) : En danger
Statut CITES
Furcifer minor est une espèce de sauriens de la famille des Chamaeleonidae.

## Répartition
Cette espèce est endémique du centre de Madagascar.

## Publication originale
- Günther, 1879 : Description of a new species of Chamaeleon from Madagascar. Annals and Magazine of Natural History, ser. 5, vol. 4, p. 246-247 (texte intégral).